# محمود عزمي (صحفي)
محمود عزمي (5 مايو 1889 – 3 نوفمبر 1954)، صحفي ومفكر مصري.

## حياته ونشأته
ولد محمود عزمي في قرية شيبة قش مركز منيا القمح بمحافظة الشرقية في 5 مايو 1889. تلقى تعليمه الأولي بقريته، ثم انتقل إلى القاهرة ليلتحق بمدرسة “التوفيقية” الثانوية للمتفوقين، وبعد حصوله على شهادة الثانوية التحق بكلية الحقوق جامعة القاهرة، وبعد حصوله على شهادة الحقوق أرسل في بعثة إلى فرنسا لإتمام دراسته بجامعة السوربون، وهناك تزوج بزميلة له من “روسيا البيضاء”، واصطحبها معه إلى مصر بعد حصوله على درجة الدكتوراة في القانون سنة 1912.

## مسيرته
اشتغل بالصحافة منذ 1920 فأصدر جريدة «المحروسة» اليومية 1935، ثم أصدر جريدة الاستقلال 1921. ونقل امتيازها إلى جريدة الأهرام. رأس تحرير جريدة «روز اليوسف» اليومية 1953. وحرر في «الأهرام» و«السياسة» و«الأخبار» و«السفور» و«اللطائف المصورة» و«الكاتب المصري» و«آخر ساعة» و«أخبار اليوم» وغيرها، أصدر في لندن 1933 مجلة شهرية بالإنجليزية عنوانها العالم العربي وأصدر مجلة «الشباب» 1936.
وكان أول من نادى بضرورة تأهيل الصحفي على أعلى مستوى أكاديمي وأشرف على «معهد التحرير والترجمة والصحافة» ومثل مصر في مجلس الأمن. وتوفي في إحدى جلساته. وله صولات في مجال الحريات وحقوق الإنسان.
عاد إلى مصر ليعمل أستاذًا بمدرسة التجارة العليا، ثم عميدًا لكلية الحقوق، ثم عُيّن رئيسًا لتحرير جريدة «المحروسة» عام 1919م، وقام بإصدار جريدة «الاستقلال» عام 1921 م، كما شارك في تحرير جريدة «السياسة»، وإصدار جريدة «اليوم»، وبعدها سافر إلى فرنسا وعمل مستشارًا صحفيًّا للخديوي عباس الثاني، وفور عودته إلى مصر شارك في تحرير جريدة «الجهاد» عام 1934 م. وفي فبراير من 1935 م تولى رئاسة تحرير «روز اليوسف»، وقام بإصدار صحيفة «الشباب» في العام التالي، وكانت له إسهامات كثيرة في معظم الصحف المصرية.

## إسهامات
يرجع إليه الفضل في إنشاء معهد الصحافة العالي بجامعة القاهرة عام 1939 م بالتعاون مع الدكتور «طه حسين»، وتطوَّر المعهد حتى أصبح كلية الإعلام.
يعتبر صاحب الفضل في تأسيس نقابة الصحفيين عام 1941 م، ودافع في هيئة الأمم المتحدة عن القضايا العربية، وحقوق الإنسان والمرأة، وحرية الإعلام والصحافة. وانتُخب رئيسًا للجنة حرية الأنباء التابعة للأمم المتحدة عام 1952 م بعد تدشينه لمشروع من 19 مادة لتنظيم حرية الصحافة، وكان من أوائل من تحدثوا عن الصحافة كسلطة رابعة.

## وفاته
تُوفي في يوم 3 نوفمبر 1954، وبعد أشهر قليلة من اختياره رئيسًا لبعثة مصر في الأمم المتحدة وبينما كان يلقي كلمة مصر في محلس الأمن دفاعًا عن حقوق مصر ودفاعًا عن حق الشعب الفلسطيني في أرضه أصيب بأزمة قلبية نتيجة انفعاله الشديد وهو يلقي خطابه في المجلس، وبعد رحيله نكست هيئة الأمم المتحدة أعلامها لمدة أسبوع حدادًا عليه، كما خصصت جمعيتها العامة جلسة مشهودة لرثائه، تحدث فيها عشرات الأعضاء، الذين أشادوا بشجاعته ومواقفه الجريئة..

## مؤلفاته
- مبادئ الصحافة العامة.[1]
- الأيام المائة.
- على عتبة المفاوضات.